# إيلينا هونغ
إيلينا هونغ (بالصينية: 江美儀) هي ممثلة صينية، ولدت في 20 سبتمبر 1971 في الصين.

## وصلات خارجية
- إيلينا هونغ على موقع IMDb (الإنجليزية)
- إيلينا هونغ على موقع ألو سيني (الفرنسية)
- إيلينا هونغ على موقع أول موفي (الإنجليزية)
- إيلينا هونغ على موقع قاعدة بيانات الفيلم (الإنجليزية)